# Маринчук, Денис Богданович
Денис Богданович Маринчук (28 декабря 1984, Бурятская АССР, СССР) — украинский футболист, защитник

## Игровая карьера
С 2004 года играл в дубле киевской «Оболонь» в турнире дублёров, параллельно проводя матчи за «Оболонь-2» во второй лиге. В 2006 году перешёл в команду «Княжа» (Счастливое), откуда через год перебрался в молдавский клуб «Нистру». В высшем дивизионе Молдавии дебютировал 3 марта 2007 года в игре против тираспольского «Шерифа» (0:3).
После возвращения на Украину стал игроком перволиговорго «Николаева», а через полгода перешёл в «Александрию», где провёл два с половиной сезона. выступавший в «Александрии», сменил команду. В зимнее межсезонье 2010/11 проходил просмотр в команде Сергея Мизина «Нефтяник-Укрнафта», после чего заключил с клубом годичный контракт. Через год на правах свободного агента перешёл в «Гелиос». В 2013 году поиграл в любительской «Путровке» (Киевская область), а затем усилил молодой состав новосозданной «Оболони-Бровар».

## Достижения
«Нистру» Отачь
- Бронзовый призёр чемпионата Молдавии: 2006/07

«Александрия»
- Бронзовый призёр первой лиги чемпионата Украины: 2008/09